# Теодат (советник Птолемея)
Теодат (также Диодот или Теодот; убит в 43/42 до н. э.) — наставник, педагог и советник египетского царя Птолемея XIII. Он уговорил Птолемея убить Помпея, искавшего убежища в Египте, чтобы заслужить расположение Цезаря. Когда результат оказался противоположным, Теодат бежал от гнева Цезаря. Впоследствии был убит Брутом.